# Glasehausen

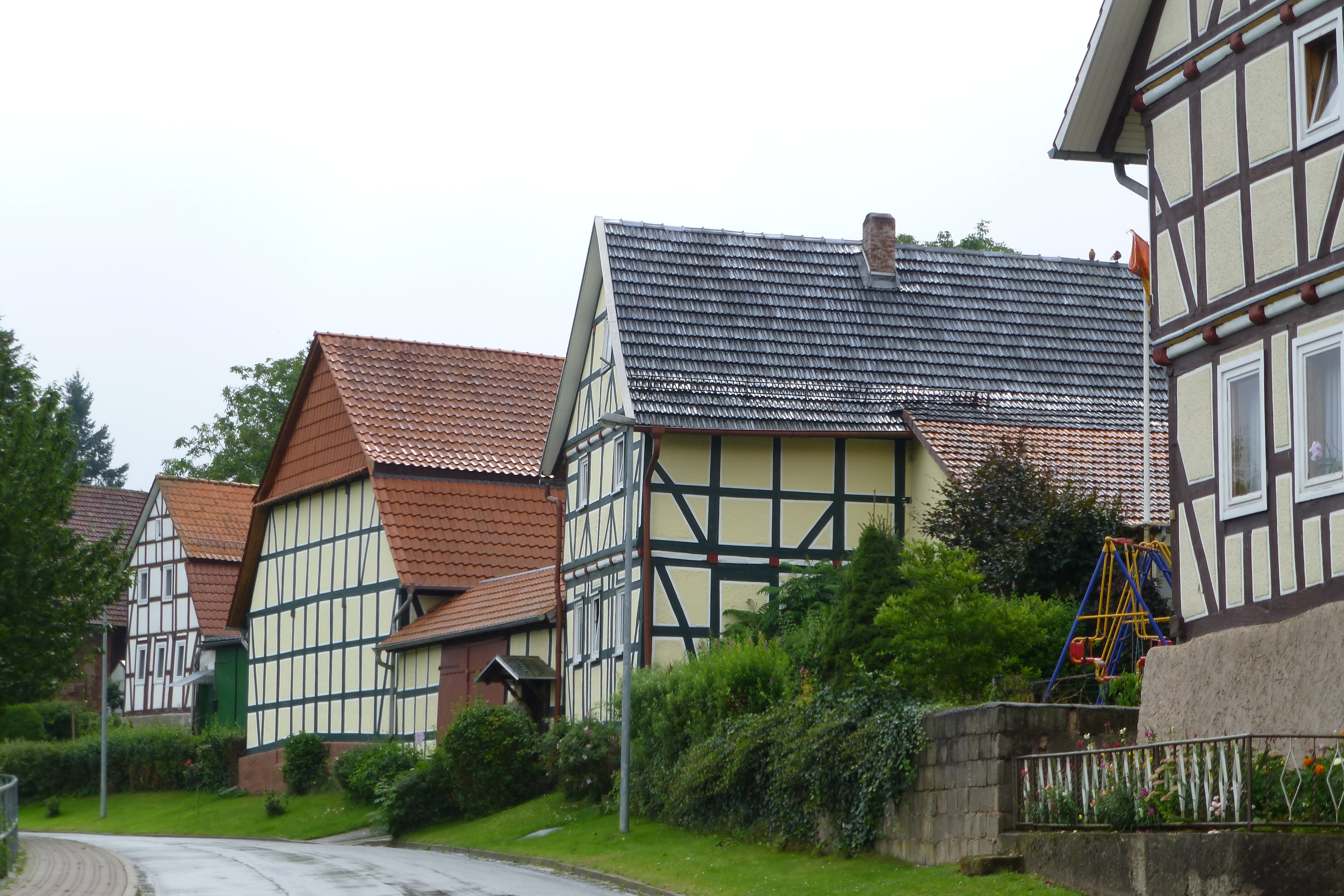
Dorfstraße mit sanierten Fachwerkhäusern

Glasehausen ist ein Ortsteil der Stadt Heilbad Heiligenstadt im thüringischen Landkreis Eichsfeld; er gehört zum historischen Eichsfeld und dialektisch zum niederdeutschen Sprachgebiet.

## Geographie

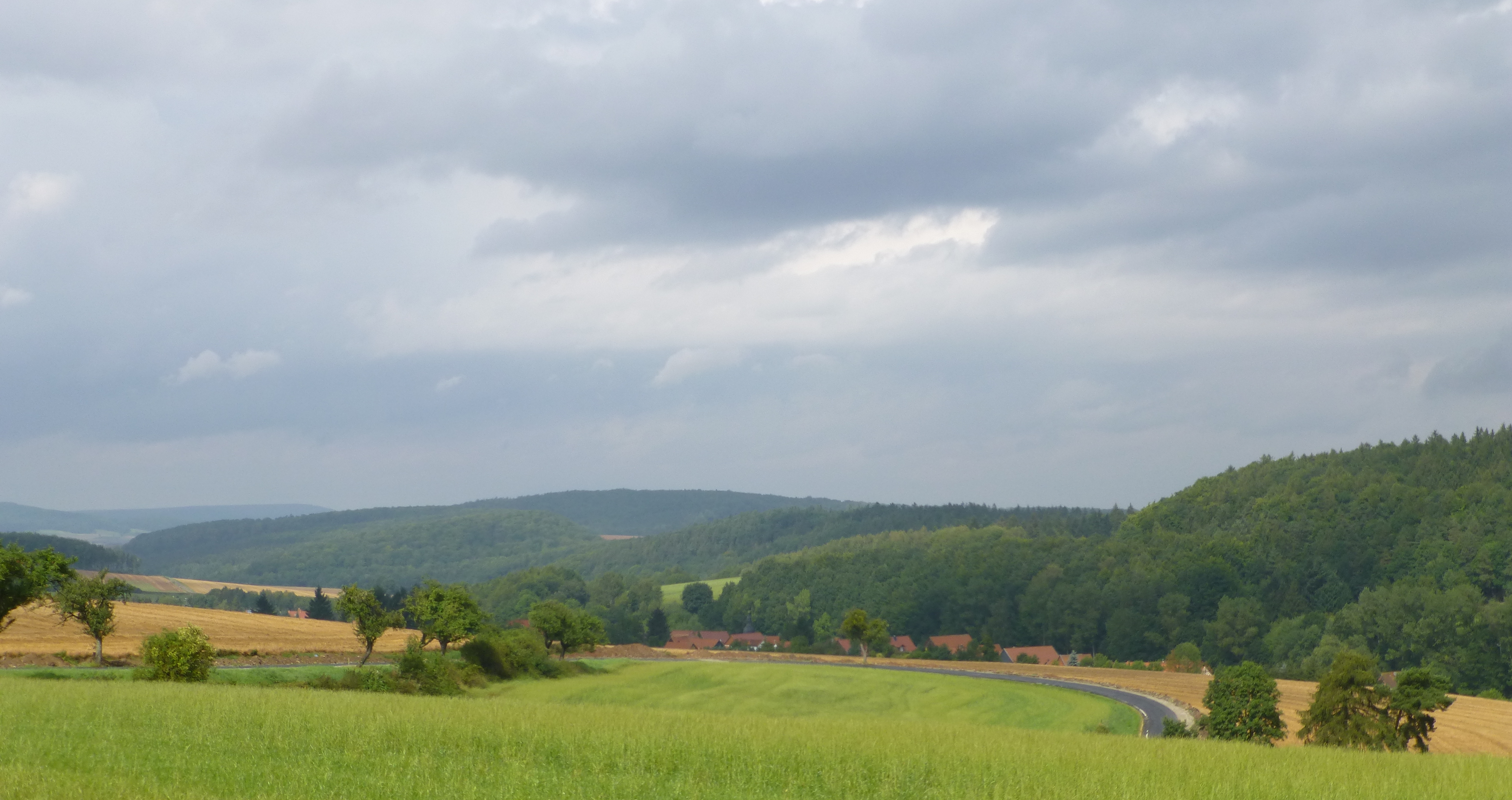
Blick von Süden über die Landschaft bei Glasehausen

Glasehausen liegt ungefähr 7 Kilometer nördlich von Heiligenstadt im oberen Gartetal innerhalb des Buntsandsteinplateaus des mittleren Eichsfeldes unmittelbar an der niedersächsisch-thüringischen Landesgrenze. Eingerahmt wird die Ortslage vom Silberberg (ca. 315 m) im Norden, dem Gehlenberg (383 m) im Südosten und dem Auberg (345 m) im Westen. Durch den Ort fließt der Glasehausener Bach, der in nördlicher Richtung in die Garte mündet.
Nachbarorte sind die in Niedersachsen gelegenen Ortsteile der Gemeinde Gleichen Weißenborn im Westen und Etzenborn im Nordosten sowie der Eichsfelder Ort Günterode im Süden.

## Geschichte
Um 1300 erfolgt die erste urkundliche Erwähnung eines Johannes de Glasehusen. Glasehusen war zeitweilig eine Wüstung und wurde erst um 1550 wieder aufgebaut. Die Herren von Bültzingslöwen waren von 16. bis zum 19. Jahrhundert Gerichtsherren am Ort. Von 1802 an war der Ort preußisch und kam dann kurz an das Königreich Westphalen. Ab 1815 war der Ort Teil der  preußischen Provinz Sachsen. 1945 bis 1949 war der Ort Teil der sowjetischen Besatzungszone und ab 1949 Teil der DDR. Von 1961 bis 1990 bis zur Wende und Wiedervereinigung war der Ort eine bewachte Sperrzone. 1993 wurde der Ort von einer Windhose heimgesucht. Eine Besonderheit Glasehausens besteht darin, dass es der einzige Ort des Eichsfeldes ist, in dem ein Teil der Bevölkerung obereichfeldischen, der andere Teil untereichsfeldischen Dialekt spricht.
Seit dem 1. Januar 1992 gehörte die ehemalige Gemeinde der Verwaltungsgemeinschaft Leinetal an. Zum 1. Januar 2024 wurde die Gemeinde aufgelöst und aus der Verwaltungsgemeinschaft Leinetal ausgegliedert. Es folgte die Eingemeindung in die Stadt Heilbad Heiligenstadt.

### Einwohnerentwicklung
Entwicklung der Einwohnerzahl (31. Dezember):
| - 1994: 173 - 1995: 173 - 1996: 173 - 1997: 172 - 1998: 170 - 1999: 171 | - 2000: 177 - 2001: 179 - 2002: 179 - 2003: 183 - 2004: 189 - 2005: 189 | - 2006: 189 - 2007: 187 - 2008: 182 - 2009: 176 - 2010: 180 - 2011: 171 | - 2012: 174 - 2013: 171 - 2014: 177 - 2015: 174 - 2016: 167 - 2017: 166 | - 2018: 162 - 2019: 159 - 2020: 159 - 2021: 144 - 2022: 146 |

Datenquelle: Thüringer Landesamt für Statistik

## Politik

### Ehemalige Bürgermeister
Die ehrenamtliche Bürgermeisterin Christina Janik (WG Freiwillige Feuerwehr) wurde am 12. Juni 2022 gewählt.

## Religion
Bis Ende 2007 war die Kath. Gemeinde Glasehausen eine Filialgemeinde von Günterode. Seit 1. Januar 2008 ist Glasehausen jedoch Filialgemeinde von Siemerode.

## Kultur und Sehenswürdigkeiten

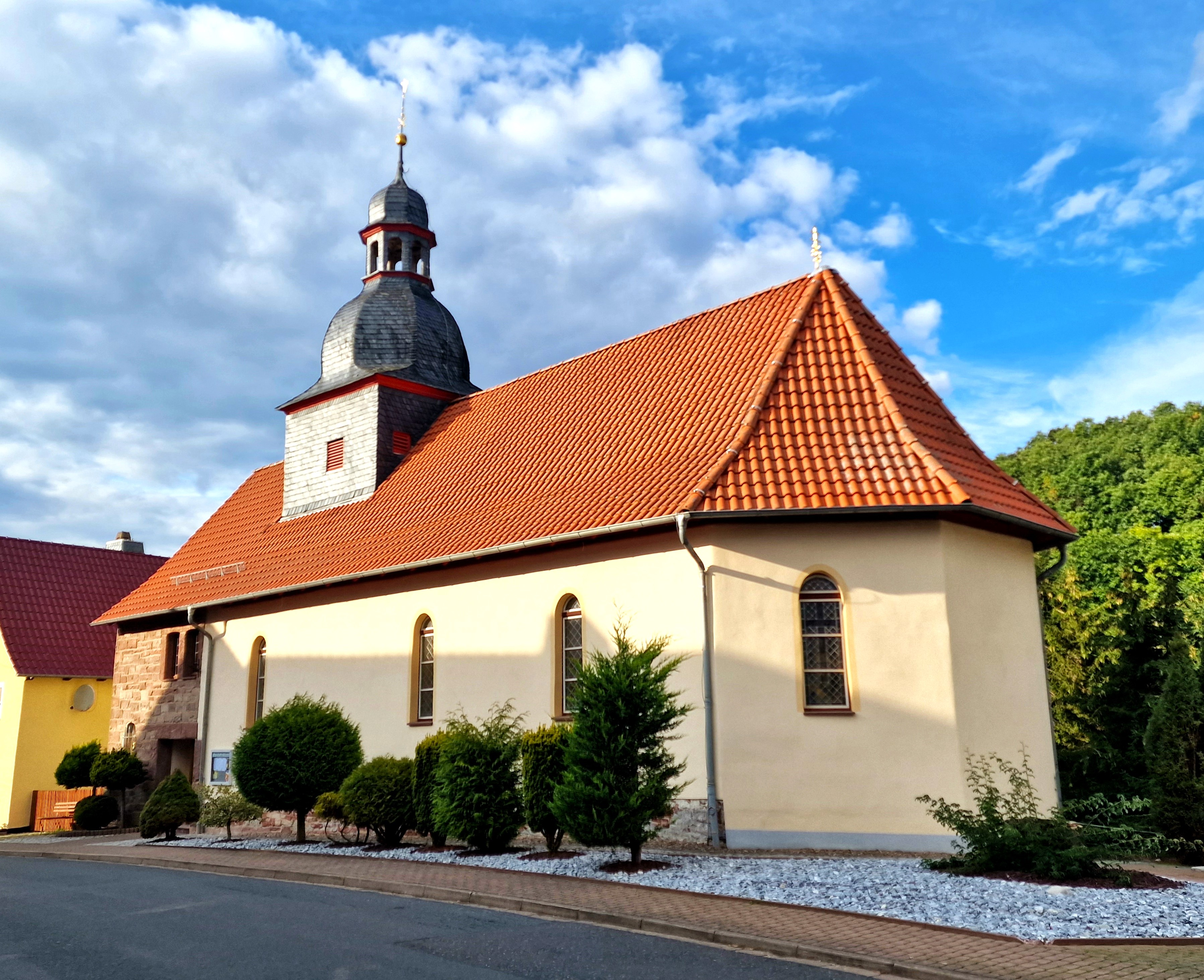
St. Johannes der Täufer

### Vereinsleben
In Glasehausen existieren der Feuerwehrverein, der Glasehäuser Kirmesverein e. V. und ein Kirchenchor, sowie der 2023 gegründete Thekensportverein Glasehausen.

### Bauwerke
- Katholische Filialkirche „Johannes der Täufer“ von 1714. Sie befindet sich in der Mitte des linear angeordneten Ortes und wurde 1750 konsekriert. 1960 fand eine Erweiterung am westlichen Ausläufer der Kirche statt. Im Innenraum befindet sich ein wertvoller Schnitzaltar aus der Spätgotik mit frühbarocken Ornamenten.[3]
- Gedenkstein zur Grenzöffnung. Errichtet am zehnten Jahrestag der Grenzöffnung besitzt er die Daten 1952 und 1990 sowie die Inschrift 31.12. 1990 / Grenz- / Öffnung. Weiterhin ist auf dem Stein zu lesen In / Dankbarkeit / 31.12.1999 und auf einer Plakette die Worte Erkenne die Vergangenheit / Beherrsche die Zukunft.[4]